# Орден Національного героя (Ямайка)
О́рден Націона́льного Геро́я (англ. Order of National Hero) — найвища державна нагорода Ямайки.
Орденом може бути нагороджена будь-яка особа, яка народилася на Ямайці, або на момент смерті була громадянином країни, за найвидатніші заслуги.

## Знак ордена
Знак ордена являє собою золоту зірку з чотирнадцятьма променями, вкритими емаллю білого кольору. В центрі зірки — круглий медальйон, вкритий емаллю чорного кольору, в якого — геральдичне зображення герба Ямайки. Довкола медальйону по колу золотом на зеленій емалі нанесений девіз ордена: англ. He built a city which hath foundations (укр. Він побудував місто, яке має основи).
Між верхніми променями зірки дві перехрещених лаврових гілки, що утворюють кільце, яким зірка з'єднується з нашийною стрічкою.

## Кавалери ордена
- Нанні, королева марунів (бл. 1686 — бл. 1755) — лідер ямайських марунів на початку XVIII сторіччя.
- Семюел Шарп (1700-ті — 23 травня 1832) — лідер широкомасштабного повстання на Ямайці 1832 р., відомого, як Баптистська війна, або Різдвяне повстання.
- Джордж Вільям Гордон (1820 — 23 жовтня 1865) — бізнесмен і політик,
- Пол Боґл (1822 — 24 жовтня 1865) — баптистський диякон і активіст національного протестного руху.
- Маркус Гарвей (17 серпня 1887 — 10 червня 1940) — прихильник «чорного націоналізму», лідер панафриканського руху.
- Александр Бустаманте (24 лютого 1884 — 6 серпня 1977) — державний і політичний діяч.
- Норман Менлі (4 липня 1893 — 2 вересня 1969) — політичний і державний діяч.